# Спецслужбы Израиля
Спецслужбы Израиля (ивр. קהילת המודיעין הישראלית‎) — организации государства Израиль, которые занимаются разведывательной и контрразведывательной деятельностью, а также борьбой с терроризмом, обеспечивают правительство информацией о внутренних и внешних угрозах и ведут иную деятельность в области обеспечения государственной безопасности.

## Структура
- Совет национальной безопасности
- Комитет руководителей служб «Вараш»
- «Моссад» — внешняя разведка
- «Шабак» — контрразведка и борьба с терроризмом
- «АМАН» — военная разведка
- «МАТАМ» — секретный отдел полиции
- «Мамад» — Центр политических исследований Министерства иностранных дел

## Функции
В комитет руководителей служб «Вараш» (Ваадат рашет хашерутим) входят руководители «Моссад», «Шабак», «АМАН» и генеральный инспектор полиции. Этот комитет координирует деятельность разведывательного сообщества. Деятельность «Вараш» строго засекречена, включая даты и повестку его заседаний.
«Моссад» несет ответственность за разведывательные операции за рубежом, а также проводит акции по уничтожению террористов за пределами Израиля. Подчиняется премьер-министру Израиля.
«Шабак» отвечает за внутреннюю безопасность и контрразведку, обеспечение информации для антитеррористических мероприятий внутри страны. В её обязанности входит также охрана высших должностных лиц страны, обеспечение безопасности основных военных и промышленных объектов в Израиле, представительств Израиля за рубежом, международных линий авиакомпании «Эль Аль».
Подчиняется премьер-министру Израиля. В тесном сотрудничестве с Шабак работает МАТАМ — секретный отдел, находящийся в структуре Следственного управления полиции Израиля.
ШАБАК также отвечает за подбор кадров в другие спецслужбы (Моссад и пр.)
«АМАН» отвечает за разведку в части вооружённых сил арабских стран, представляющих угрозу для Израиля, руководит разведкой сухопутных сил, ВВС и флота, занимается электронной разведкой и цензурой, проводит диверсионные операции на военных объектах противника. Подчиняется начальнику Генерального штаба АОИ.
Центр политических исследований МИД занимается аналитической работой по оценке политической информации. Входит в состав Министерства иностранных дел.
Основными целями израильской разведки и служб безопасности являются:
1. Арабские государства — их возможности и намерения в отношению к Израилю, их отношения с другими странами, официальные представительства и учреждения арабских государств во всех странах мира, лидеры арабских стран, внутренняя и межарабская политика этих стран, психологические факторы, военная готовность и другие аспекты.
2. Сбор информации о политике США или решениях, принимаемых руководством США в отношении Израиля.
3. Сбор военно-технической информации в развитых странах.
4. Выявление направлений политики правительств стран с многочисленным еврейским населением по отношению к Израилю, к проблемам еврейской эмиграции из этих стран.
5. Полное наблюдение за антисионистской деятельностью во всём мире, противодействие арабской пропаганде.
6. Сбор другой политической и экономической информации, представляющей интерес для Израиля.

## История

### Британский мандат
История израильских спецслужб берёт своё начало в 1929 году в период Британского мандата в Палестине. Рост насилия со стороны арабов и особенно массовые погромы 1929 года стали поводом к созданию информационно-разведывательной службы «Шерут едиот» (сокращённо) Шай в рамках организации еврейской самообороны «Хагана». В 1942 году службу возглавил Исраэль Амир, который ранее занимался закупками оружия для Хаганы.

### Реорганизация
7 июня 1948 года премьер-министр Давид Бен-Гурион вместе с Реувеном Шилоахом и Иссером Беери приняли решение о реорганизации израильских спецслужб по британскому образцу: военная разведка, контрразведка (Шин-Бет или Шабак) и политическая разведка (Моссад). Четвёртой службой стала Алия-Бет, которая занималась нелегальной иммиграцией, а после создания Израиля помогала выезду евреев из других стран.
Координационный комитет по разведке, называемый на иврите Вараш (Ваадат рашет ха-Шерутим), возглавляемый Шилоахом, впервые собрался в апреле 1949 года. В этот комитет входили руководители спецслужб, их заместители и генеральный инспектор полиции.
13 декабря 1949 года Бен-Гурион подписал секретное письмо в министерство иностранных дел, в котором сообщал об организационном объединении всех разведывательных служб под началом Реувена Шилоаха.
2 марта 1951 года по приказу Бен-Гуриона был создан самостоятельный центральный орган для ведения всей разведывательной деятельности за рубежом. Таким образом «Моссад» вышел из-под подчинения Министерству иностранных дел, перешел в подчинение непосредственно премьер-министру. Служба безопасности «Шабак» вышла из подчинения Министерства обороны и перешла под руководство премьер-министра. Военная разведка была переведена в подчинение Генерального штаба АОИ и получила название «АМАН» — «Разведывательное крыло».

### Натив
Деятельность Алия-Бет была признана неудовлетворительной с учётом положения евреев в СССР и странах Восточного блока. Поэтому в июне 1951 года вместо Алия-Бет было создано Бюро по связям с евреями «Натив», помощь в организации выезда евреев из других стран возложили на Моссад. Бюро Натив подчинялось премьер-министру. Статус спецслужбы Натив потерял в начале 90-х годов после распада СССР.

### Лакам
В 1957 году в сообществе израильских спецслужб появилась ещё одна организация — Бюро научных связей «Лакам». Её создание было связано со стремлением Израиля обзавестись ядерным оружием.
Изначально на «Лакам» возлагались задачи по обеспечению безопасности и секретности строящегося в Димоне ядерного реактора, однако затем Лакам обеспечил получение Израилем необходимых ядерных компонентов, а после 1979 года на «Лакам» возложили добывание информации в сфере высоких технологий.
21 ноября 1985 года в Вашингтоне был арестован аналитик военно-морской разведки США Джонатан Поллард, который оказался израильским шпионом, работавшим на Лакам. Поллард был приговорён к пожизненному заключению.
А в 1986 году израильский техник-ядерщик Мордехай Вануну раскрыл всему миру секрет о наличии у Израиля ядерного оружия. Лакам, отвечавший за безопасность Димоны, не заметил, что Вануну пронёс на охраняемый объект фотоаппарат и долгое время фотографировал его. Вануну был схвачен агентами Моссад в Риме и вывезен в Израиль.
После этих провалов «Лакам» был распущен, его руководитель Рафи Эйтан отправлен в отставку, а функции переданы другим членам разведсообщества.
- Давид Бен-Гурион — первый премьер-министр Израиля, инициатор создания и реорганизаций первых спецслужб
- Реувен Шилоах, «Господин Разведка», первый директор «Моссад»
- Иссер Харель — «мемунэ», глава всех спецслужб с 1952 по 1963 годы
- Йегошафат Харкаби, начальник военной разведки (1955—1959)
- Меир Амит, глава «АМАН» (1962—1963) и «Моссад» (1963—1968)
- Рафи Эйтан, руководитель Лакам
- Ави Дихтер, руководитель «Шабак» (2000—2005)
- Амос Ядлин, начальник военной разведки (2006—2010)

## Нормативная база и контроль
В 1999 году Верховный суд Израиля впервые принял нормативный акт, регулирующий деятельность спецслужб, в котором содержался запрет на применение пыток. До этого спецслужбы действовали вне каких-либо правовых рамок, опираясь исключительно на внутренние инструкции и указания руководства. Эта традиция сохранялась со времён Давида Бен-Гуриона, который был противником подобного регулирования. 21 февраля 2002 года Кнессетом был принят соответствующий закон. В 2004 году появился ещё один закон с детальными инструкциями для сотрудников службы безопасности.